# ورخنی الوچالو
ورخنی الوچالو (به لاتین: Verkhniy Aluchalu) یک شهرک در ارمنستان است که در استان گغارکونیک واقع شده‌است.  در  کیلومتری شمال گاوار، مرکز استان گغارکونیک واقع شده است.